# Margarita (cóctel)
El margarita es un cóctel compuesto por tequila, triple seco y jugo de limón. A menudo se sirve con sal en el borde de la copa. La bebida se sirve sacudiendo el hielo (con hielo), mezclado con hielo (margarita frozen), o sin hielo (hacia arriba). Aunque se ha vuelto aceptable servir una margarita en una amplia variedad de recipientes de vidrio, que van desde cócteles y copas de vino y también grandes goletas, la bebida se sirve tradicionalmente en el vaso de margarita del mismo nombre, una variante de diámetro escalonada de un cóctel vidrio o copa de champán, algo parecido a un sombrero invertido.

## Variantes

### Licores con sabor
Además del Cointreau, se usan otros licores con sabor a naranja como el Grand Marnier u otras marcas de triple sec o Curaçao azul (que produce la margarita azul). Cuando se añaden los zumos de frutas dulces a la margarita, a menudo se reduce o se elimina por completo el jugo de naranja. Además de los licores con sabor a naranja, hay otros licores que de vez en cuando se pueden añadir al coctel, como el de frambuesa o el de melón. Otros sabores incluyen piña y sandía.

### Jugo de lima fresco
El jugo de lima recién exprimido es el ingrediente clave . La variedad más común en los Estados Unidos es la lima persa de piel gruesa. Sin embargo, las margaritas en México se hacen generalmente con lima ácida, que se denominan "limones" en México (y viceversa, por cierto). Estos son pequeños, de piel delgada y son más ácidas en comparación con las limas persas. Las margaritas hechas con lima persa tienen un sabor más suave, especialmente cuando se utilizan limas Meyer.

### Frozen Margarita

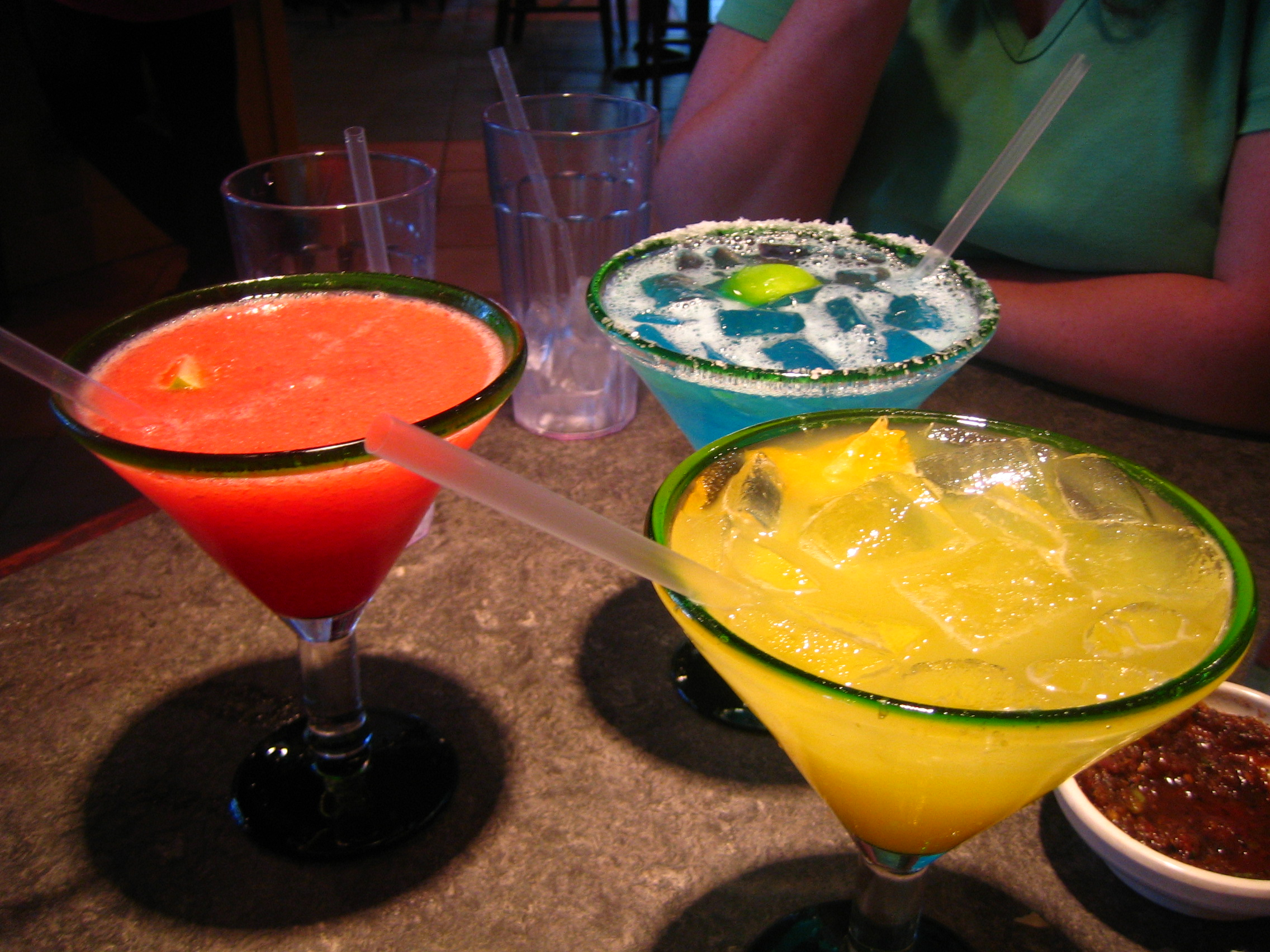
Margaritas vienen en una variedad de sabores y colores.

Además de servirse agitada y hacia "arriba" como otros cócteles, las margaritas también pueden servirse como un granizado de hielo mezclado, similar a otras bebidas de inspiración tropical como el huracán o la piña colada. Esta variante se conoce como margarita "congelada". Los ingredientes se pueden verter sobre hielo picado en una licuadora de cocina o industrial. Una cantidad alta de margarita congelada a base de una "receta de la casa" puede mantenerse en una máquina diseñada específicamente para dicho propósito (pero también comúnmente utilizada para servir bebidas no alcohólicas). Dicha máquina suele ser un cilindro que conduce a un pico vertedor que se mantiene por debajo de la temperatura de congelación, pero con un impulsor dentro del cilindro que agita constantemente la mezcla de modo que no se congela nunca, dispensando las bebidas con una textura de aguanieve. La primera máquina de margarita congelada fue inventada el 11 de mayo de 1971 en Dallas por restaurador Mariano Martínez. La máquina fue originalmente una máquina de helados suaves y ahora se encuentra en el Museo Nacional Smithsoniano de Historia.

### Otras frutas
Las frutas y las mezclas de zumos alternativos también pueden ser utilizados en una margarita. Frutas como el mango, melocotón, fresa, plátano, melón, o frambuesa son adecuados para la creación de esta bebida. Muchas recetas requieren un chorrito de jugo de naranja. Hoy en día, la margarita se puede preparar de muchas maneras diferentes. Cuando la palabra "margarita" se utiliza por sí misma, por lo general se refiere a la preparada con sal y jugo de limón, pero cuando se utilizan otros jugos, los frutos se añaden típicamente como adjetivos al nombre, como la margarita de frambuesa. Otras variedades de margarita incluyen fruta, margarita estante superior y margarita virgen.

### Coronarita
Algunos bares y restaurantes sirven una "Coronarita", que es un coctel de cerveza que consiste en una botella de Corona volcada hacia arriba para drenarse en una margarita.

## Historia

### Origen

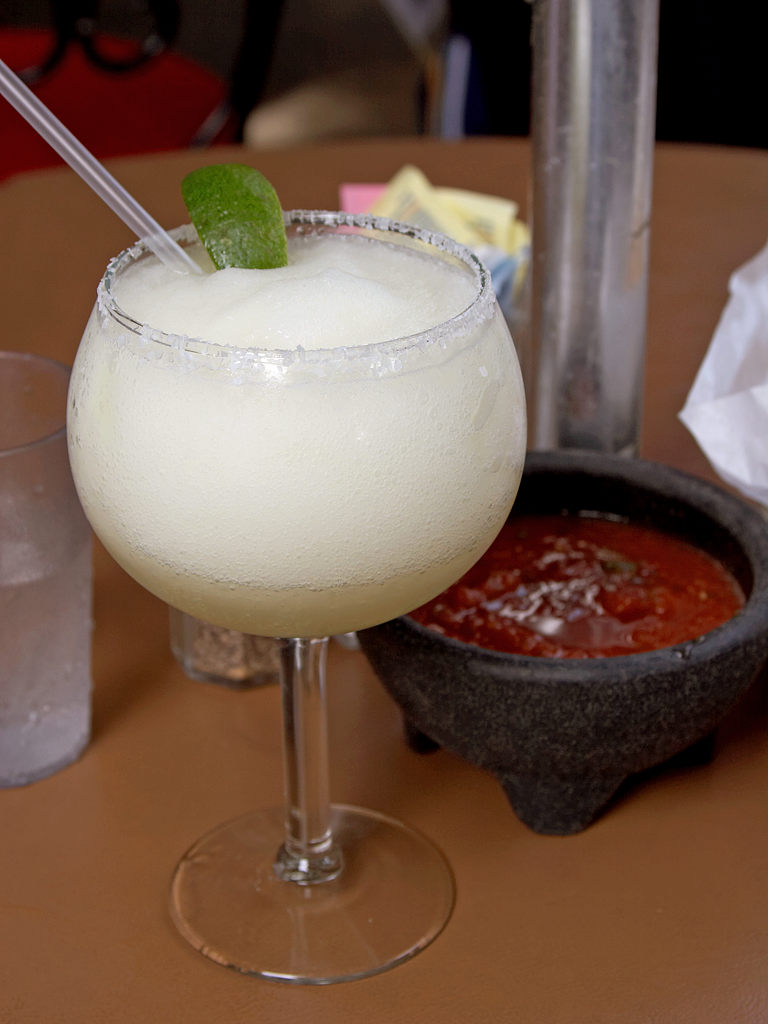
Una margarita mezclada.

La versión más popular es que la margarita se inventó en la ciudad de Cd Juárez Chihuahua. 
Cuenta la leyenda que el coctel Margarita fue inventado en Ciudad de Ensenada en dos bares que son dos instituciones de Ensenada se disputan el crédito de haber inventado la margarita: la Cantina Hussong’s, antigua parada de diligencias, y el Bar Andaluz, un hermoso bar con el sabor de otras épocas, en el antiguo Casino Riviera. 
El cóctel Margarita es una rica mezcla de Tequila, Cointreau (licor de naranja) y jugo de limón que se sirve en una copa escarchada con sal en los bordes, así como con hielo frapé o en cubos, dependiendo del lugar donde se tome.
Ciudad Juárez, Chihuahua junto a Ensenada y Tijuana del estado de Baja California en México, se disputan con Beverly Hills, California el ser la cuna de la bebida.
La historia que acompaña a la bebida en Ciudad Juárez, no da mayor veracidad y peso en el debate, en el que sólo queda claro que fue nombrada en honor a una dama con ese nombre.
De acuerdo a Peña Jr., Lorenzo Hernández en 1942, creó la bebida a petición de un cliente regular que quiso darle a su esposa un regalo especial, una bebida que tuviera como ingredientes el tequila y el limón.
“Cuando la mujer le preguntó a Don Lorenzo el nombre de la bebida, él le contestó ‘se llama como usted, Margarita’”, y el resto es historia..
...“De aquí salió la margarita del Club Kentucky de Ciudad Juárez para el mundo y aún se sigue vendiendo y es de fama internacional la bebida”, añadió el gerente Delgado....(Kentucky bar inaugurado en 1920 hasta la fecha 2020 sigue abierto al público).
Hay también quien alega que la Margarita se mezcló por primera vez en el área de El Paso Juárez en el Tommy Place Bar el 4 de julio de 1942, por Francisco "Pancho" Morales. Posteriormente, Morales dejó la coctelería en México para convertirse en un ciudadano de los EE. UU., donde trabajó como lechero durante 25 años. La agencia de noticias oficial de México, Notimex y otros muchos expertos han dicho que Morales presenta la afirmación más fuerte de haber inventado la margarita.
Otros dicen que la inventora fue la socialité Margarita Sames, cuando inventó la bebida para sus huéspedes en su casa de vacaciones de Acapulco en 1948. Tommy Hilton, según informes, asistió en esa ocasión, con lo que la bebida entró a la cadena de hoteles Hilton.
Sin embargo, José Cuervo ya estaba promocionando campañas publicitarias para margarita tres años antes, en 1945, con el lema, "Margarita: es más que un nombre de mujer." De acuerdo con José Cuervo, el coctel fue inventado en 1938 por un camarero en honor a la corista mexicana Rita de la Rosa.
Una versión dice que en 1938, Carlos "Anny" Herrera, en su restaurante de Rancho La Gloria, a medio camino entre Tijuana y Rosarito, la ideó para la cliente y exbailarina Ziegfeld Marjorie King, quien era alérgica a muchos licores, pero no al tequila.
Esta historia fue relatada por Herrera y también por el barman Alberto Hernández, conocido por la popularización de la Margarita en San Diego después de 1947, en el restaurante La Plaza en La Jolla. Hernández afirmó que el propietario de La Plaza, Morris Locke, sabía de Herrera y visitó México con frecuencia.
Otra de las historias más tempranas sobre la Margarita es que fue inventada en Tehuacán Puebla, México, en 1936. El gerente del Hotel Garci-Crespo (Danny Negrete) decidió crear una bebida para su novia a quien le gustaba tanto la sal, que la tomaba con todo lo que bebía. Un buen día, Danny escarchó con sal la arista de su copa, y combinó tequila, cointreau y jugo de limón. Luego agitó el brebaje y llenó la copa de su novia. Aquella chica probó la primera Margarita de la historia.
Una historia comúnmente aceptada sobre el origen de la Margarita es que fue inventada en octubre de 1941, en la Cantina de Hussong, en Ensenada, México, por el cantinero Don Carlos Orozco. Una tarde, Margarita Henkel, la hija del entonces embajador alemán, quien vivía con su esposo Roy Parodi en el Rancho Hamilton, cercano a la ciudad y que era asidua visitante de la cantina, llegó a la misma y Don Carlos, que había estado experimentando con las bebidas, le ofreció una. El coctel estaba formado por partes iguales de tequila, licor de naranja mexicana llamada Controy (conocido como Naranja en los Estados Unidos) y limón, mezclados y servidos con hielo en un vaso con sal escarchada. Al mismo tiempo que era el primero en probar la bebida Don Carlos decidió ponerle el nombre de ella y la "Margarita" nació. Otro ingrediente que utilizó este cantinero fue licor de damiana, planta endémica de la región.

## Popularidad
La margarita fue el "trago del mes" de la revista Esquire en diciembre de 1953, con la siguiente receta:
- 1 caballito de tequila.
- 1 pizca de triple sec.
- Jugo de 1/2 lima o limón.

Mezclar con hielo molido. Decorar el borde de una copa fría con una rodaja de lima o de limón, escarchar con sal y dar un sorbo.
Esta receta fue popularizada en la canción "Margariteville", Jimmy Buffet.